# Дом Александровского благотворительного общества
Дом Александровского благотворительного общества — ростовский памятник градостроительства и архитектуры. Здание расположено в Октябрьском районе города на Соборном переулке. Построено в начале XX века. С 1998 года зданию присвоен статус объекта культурного наследия России регионального значения.
В 1895 году в доме на пересечении улицы Тельмана и Соборного переулка находился дом трудолюбия, детский приют и правление Александровского благотворительного общества, образованного в 1865 году. Поначалу организация не получила должного развития, однако возобновила активную деятельность в 1874 году благодаря купцам Петрову и Бойченко и их женам. И в начале XX в. было построено нынешнее здание, в популярном для того времени архитектурном направлении эклектика.
Охранному статусу подлежат местоположение дома, конструкция и ее объёмно-пространственное решение: кирпичное, сложной Н-образной формы, одноэтажное, с многоскатной крышей. Также охраняются композиционное и архитектурно-художественное оформление его южных и восточных фасадов, включая характерные для эклектики с элементами кирпичного стиля приёмы и декор: местоположение, габариты и конфигурация ризалитов, центральные раскреповки, широкий профилированный венчающий карниз, расположение простеночных лопаток, пилястр, руст стен.
Также охране подлежат профилированные пояски, плакетки прямоугольной формы, обрамления арочных окон, сложносоставные аттики, сандрики окон, колонны в простенках арочных окон, карнизные сандрики, двухскатный козырёк крыльца и архитектурно-художественный облик дворовых фасадов, включая профилированный венчающий карниз, наличники и руст стен.